# Association des surfeurs professionnels
Pour les articles homonymes, voir ASP.
La World Surf League (WSL, anciennement ASP) a été créée en 1976 comme organe directeur pour le surf professionnel. L'ASP organise le Championnat du Monde WSL Tour. 

## Championnats
Il existe six circuits de surf professionnel :
- le Foster's WSL World Tour (WCT) : Championnat du monde Homme (45 concurrents admis par an + 3 Wild Card (ou qualification) ;
- le WSL Women's World Tour (WCT) : Championnat du monde Femme (17 concurrentes admises par an + 1 Wild Card ;
- le World Qualification Series (WQS) pour Hommes et Femmes et qui qualifient 15 hommes et 7 femmes pour le WCT de l'année suivante en remplacement des 15 derniers hommes et 7 dernières femmes du WCT. Note : les participants aux WCT hommes et Femmes peuvent participer aux WQS (niveau supérieur ou égal à 4 étoiles) ;
- le World Tour Longboarding (VDN) ;
- les Championnats du monde juniors (CJM) ;
- le World Masters Championships (WMC) ;
- ainsi que des événements spéciaux.

La WSL cherche à proposer aux surfeurs professionnels une certaine variété d'épreuves, sur des spots progressivement plus difficiles.

## Organisations
La WSL est divisée en 6 régions : Australasia, Europe, Amérique du Nord, Amérique du Sud, Afrique et Japon.

## Compétitions
Les surfeurs commencent dans leur région souvent en junior. En devenant professionnels ils concourent à la fois au niveau mondial et régional. À ce niveau il ne marquent que les points acquis dans la région. Exemple (au 23/04/2008) : Romain Laulhé est classé 1re en WQS ASP Europe (après sa victoire à La Sauzaie en France WQS 4 étoiles) et n'est que le 7e européen en WQS mondial.